# Kurayyimah
Kurayyimah (en árabe, كريمه) es una ciudad en la gobernación de Irbid, en Jordania. Tiene una población de 22.081 habitantes (censo de 2015). Se encuentra a 37 km al noreste de Amán y a 38 km al sur de Irbid.